# Robert Koblijašvili
Robert Koblijašvili (* 6. prosince 1993) je původem gruzínský zápasník – klasik.

## Sportovní kariéra
Je rodákem z obce Norio nedaleko Tbilisi. Zápasení se věnoval od svých 11 let pod vedením Imedy Precuašviliho. V gruzínské mužské reprezentaci klasiků se začal pohybovat od roku 2013 ve střední váze do 84 kg. V roce 2016 se druhým místém na druhé světové olympijské kvalifikaci v tureckém Istanbulu kvalifikoval na olympijské hry v Riu. V Riu prohrál ve druhém kole s Němcem Denisem Kudlou za nerozhodného stavu 1:1 na technciké body na pomocná kritéria.

### Výsledky v zápasu řecko-římském
| Olympijské hry     |    |   | —   |     |    |   | úč. |     |    |     |  |  |  |  |  |  |  |  |  |  |
| Mistrovství světa  | —  | — |     | —   | —  | — | —   | 3.  | 3. | —   |  |  |  |  |  |  |  |  |  |  |
| Evropské hry       |    |   |     |     |    | — |     |     |    | 7.  |  |  |  |  |  |  |  |  |  |  |
| Mistrovství Evropy | —  | — | —   | —   | 7. | — | 2.  | úč. | 1. | úč. |  |  |  |  |  |  |  |  |  |  |
| MS juniorů         | —  | — | úč. | úč. |    |   |     |     |    |     |  |  |  |  |  |  |  |  |  |  |
| ME juniorů         | —  | — | 3.  | 3.  |    |   |     |     |    |     |  |  |  |  |  |  |  |  |  |  |
| ME dorostenců      | 3. |   |     |     |    |   |     |     |    |     |  |  |  |  |  |  |  |  |  |  |

### Olympijské hry a mistrovství světa
| Olympijské hry a mistrovství světa                | Olympijské hry a mistrovství světa                | Olympijské hry a mistrovství světa                | Olympijské hry a mistrovství světa                | Olympijské hry a mistrovství světa                | Olympijské hry a mistrovství světa                | Olympijské hry a mistrovství světa                | Olympijské hry a mistrovství světa                | Olympijské hry a mistrovství světa                | Olympijské hry a mistrovství světa                | Olympijské hry a mistrovství světa                |
| Kolo                                              | Výsledek                                          | Bilance                                           | Soupeř                                            | Výsledek                                          | KB                                                | ∑KB                                               | Styl                                              | Datum                                             | Turnaj                                            | Místo                                             |
| 2018 Mistrovství světa do 87 kg v klasickém stylu | 2018 Mistrovství světa do 87 kg v klasickém stylu | 2018 Mistrovství světa do 87 kg v klasickém stylu | 2018 Mistrovství světa do 87 kg v klasickém stylu | 2018 Mistrovství světa do 87 kg v klasickém stylu | 2018 Mistrovství světa do 87 kg v klasickém stylu | 2018 Mistrovství světa do 87 kg v klasickém stylu | 2018 Mistrovství světa do 87 kg v klasickém stylu | 2018 Mistrovství světa do 87 kg v klasickém stylu | 2018 Mistrovství světa do 87 kg v klasickém stylu | 2018 Mistrovství světa do 87 kg v klasickém stylu |
| ------------------------------------------------- | ------------------------------------------------- | ------------------------------------------------- | ------------------------------------------------- | ------------------------------------------------- | ------------------------------------------------- | ------------------------------------------------- | ------------------------------------------------- | ------------------------------------------------- | ------------------------------------------------- | ------------------------------------------------- |
| o 3. místo                                        | vítězství                                         | 9-3                                               | Bekchan Ozdojev (RUS)                             | tech. body (4:2)                                  | 3                                                 | 15                                                | Zápas řecko-římský                                | 27. srpna 2018                                    | Mistrovství světa                                 | Budapešť, Maďarsko                                |
| opravy                                            | vítězství                                         | 8-3                                               | Adem Boudjemline (ALG)                            | tech. převaha                                     | 4                                                 | 12                                                | Zápas řecko-římský                                | 27. srpna 2018                                    | Mistrovství světa                                 | Budapešť, Maďarsko                                |
| čtvrtfinále                                       | prohra                                            | 7-3                                               | Metehan Başar (TUR)                               | tech. body (1:1*)                                 | 1                                                 | 8                                                 | Zápas řecko-římský                                | 27. srpna 2018                                    | Mistrovství světa                                 | Budapešť, Maďarsko                                |
| 1/16                                              | vítězství                                         | 7-2                                               | Viktor Lőrincz (HUN)                              | tech. body (3*:3)                                 | 3                                                 | 7                                                 | Zápas řecko-římský                                | 27. srpna 2018                                    | Mistrovství světa                                 | Budapešť, Maďarsko                                |
| 1/32                                              | vítězství                                         | 6-2                                               | Abbás Ša'alán (IRQ)                               | tech. převaha                                     | 4                                                 | 4                                                 | Zápas řecko-římský                                | 27. srpna 2018                                    | Mistrovství světa                                 | Budapešť, Maďarsko                                |
| 2017 Mistrovství světa do 85 kg v klasickém stylu |                                                   |                                                   |                                                   |                                                   |                                                   |                                                   |                                                   |                                                   |                                                   |                                                   |
| o 3. místo                                        | vítězství                                         | 5-2                                               | Davit Čakvetadze (RUS)                            | bez boje                                          | 5                                                 | 15                                                | Zápas řecko-římský                                | 22. srpna 2017                                    | Mistrovství světa                                 | Paříž, Francie                                    |
| opravy                                            | vítězství                                         | 4-2                                               | Nikolaj Bajrjakov (BUL)                           | tech. body (2:1)                                  | 3                                                 | 10                                                | Zápas řecko-římský                                | 22. srpna 2017                                    | Mistrovství světa                                 | Paříž, Francie                                    |
| čtvrtfinále                                       | prohra                                            | 3-2                                               | Metehan Başar (TUR)                               | tech. body (2:4)                                  | 1                                                 | 7                                                 | Zápas řecko-římský                                | 22. srpna 2017                                    | Mistrovství světa                                 | Paříž, Francie                                    |
| 1/16                                              | vítězství                                         | 3-1                                               | Tadeusz Michalik (POL)                            | tech. body (4:0)                                  | 3                                                 | 6                                                 | Zápas řecko-římský                                | 22. srpna 2017                                    | Mistrovství světa                                 | Paříž, Francie                                    |
| 1/32                                              | vítězství                                         | 2-1                                               | Amer Hrustanović (AUT)                            | tech. body (2:1)                                  | 3                                                 | 3                                                 | Zápas řecko-římský                                | 22. srpna 2017                                    | Mistrovství světa                                 | Paříž, Francie                                    |
| 2016 Olympijské hry do 85 kg v klasickém stylu    |                                                   |                                                   |                                                   |                                                   |                                                   |                                                   |                                                   |                                                   |                                                   |                                                   |
| 1/16                                              | prohra                                            | 1-1                                               | Denis Kudla (GER)                                 | tech. body (1:1*)                                 | 1                                                 | 4                                                 | Zápas řecko-římský                                | 15. srpen 2016                                    | Olympijské hry                                    | Rio de Janeiro, Brazílie                          |
| 1/32                                              | vítězství                                         | 1-0                                               | Džanarbek Kendžejev (KGZ)                         | tech. body (5:0)                                  | 3                                                 | 3                                                 | Zápas řecko-římský                                | 15. srpen 2016                                    | Olympijské hry                                    | Rio de Janeiro, Brazílie                          |